# Бухбергер, Бруно
Бруно Бухбергер (нем. Bruno Buchberger; родился 22 октября 1942 года в Инсбруке) — австрийский учёный, профессор компьютерной математики университета Иоганна Кеплера в Линце, Австрия.

## Научная деятельность
В 1965 году в своей кандидатской диссертации создал теорию базисов Грёбнера, и разрабатывал её на протяжении всей своей карьеры. Назвал эти объекты именем своего учителя Вольфганга Грёбнера. С 1995 года активно работает в ряде теоретических проектов в университете Линца.
В 1987 году Бухбергер создал и возглавил Научно-исследовательский институт символьных вычислений (англ. RISC) в Университете Йоганса Кеплера. В 1985 году основал журнал символьных вычислений (англ. Symbolic Computation), который сейчас стал ведущим изданием в области компьютерной алгебры.
Задумал «Softwarepark Hagenberg» в 1989 году и с тех пор руководил расширением этого австрийского технологического парка для программного обеспечения.
В 2014 году стал членом «Глобальной рабочей группы по цифровой математической библиотеки» Международного математического союза (IMU).

## Награды
- Медаль Вильгельма Экснера (1995).[5]
- Премия Канеллакиса (2007). Для теории Базис Грёбнера.[6]
- Австрийский почётный знак «За науку и искусство» вручён австрийским Правительством в 2014 году
- Почётные докторские степени от университетов Неймегена (1993), Тимишоара (2000), Ванная (2005), Ватерлоо (2011) и Инсбрука (2012).